# Micrassamula thak
Micrassamula thak is een hooiwagen uit de familie Assamiidae.